# Muara Aman (Pasma Air Keruh)
Muara Aman is een bestuurslaag in het regentschap Empat Lawang van de provincie Zuid-Sumatra, Indonesië. Muara Aman telt 917 inwoners (volkstelling 2010).